# Sapromyza simplicior
Sapromyza simplicior är en tvåvingeart som beskrevs av Friedrich Georg Hendel 1908. Sapromyza simplicior ingår i släktet Sapromyza och familjen lövflugor. Inga underarter finns listade i Catalogue of Life.